# Fontana monumentale del lungomare Falcomatà

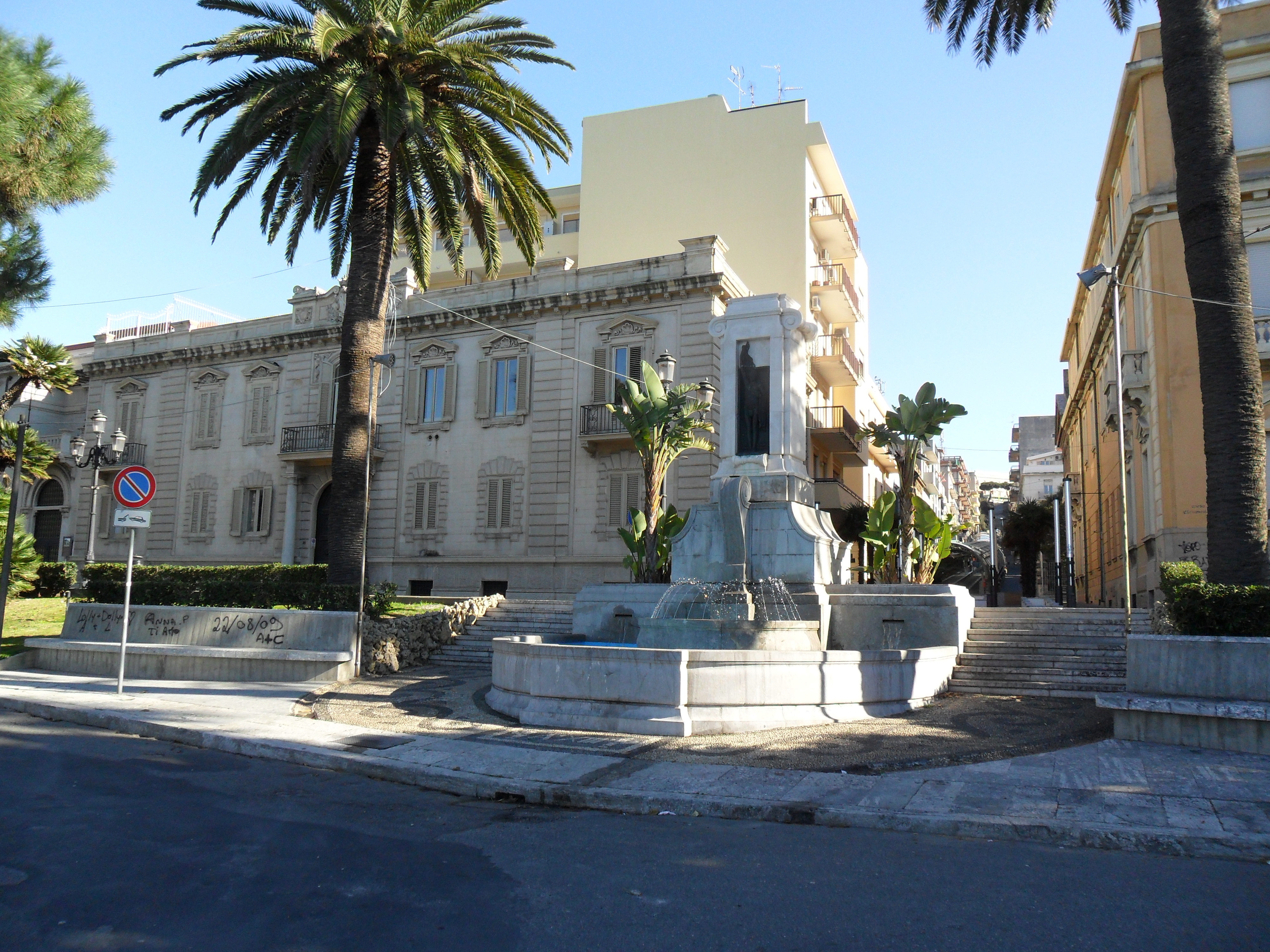
La storica fontana

La fontana del lungomare Falcomatà, conosciuta anche con il nome la luminosa, è una fontana monumentale ubicata nel centro storico di Reggio Calabria di fronte all'albergo Miramare e palazzo Giuffrè in corrispondenza con la via Giudecca.

## Storia
Fu eretta nel 1936 su progetto dell'ingegnere Camillo Autore e originariamente fu concepita come corredo del monumento ai caduti di tutte le guerre ma fu poi sistemata in sede autonoma, nell'attuale posizione, per ornare la striscia botanica del lungomare.

## Descrizione
La fontana è un gruppo marmoreo composto da un'ampia vasca semicircolare che raccoglie l'acqua di due piccole cascate laterali e da una seconda vasca più piccola e concentrica alla prima che raccoglie l'acqua di getti a zampillo. Al centro, sopra un basamento con modanatura sporgente a profilo curvilineo dalla quale in origine sgorgava l'acqua, si erge una grande colonna a sezione rettangolare con capitello di ordine ionico sulla quale è apposta una scultura bronzea in rilievo, che raffigura un tedoforo. Ai suoi lati si snodano due piccole scalinare in marmo che collegano il lungomare Falcomatà con il corso Vittorio Emanuele III. La pavimentazione intorno al perimetro della fontana è realizzata con acciottolato nero e bianco sistemato in modo da formare un mosaico con disegno a motivo geometrico.